# Новгородские князья
Новгородские князья — правители Новгородского княжества, а с 1136 года — Новгородской республики.

## Легендарные князья
В этом списке представлены князья, имена которых известны по Иоакимовской летописи (за исключением Бравлина, который встречается только в «Житии Стефана Сурожского» и Гостомысла, имя которого также известно по поздним летописям).
- Словен Старый
- Вандал Новгородский
- Столпосвят
- Владимир Древний
- Бравлин (VIII/IX в.)
- Буривой (IX в.)

### Полулегендарные князья
- Гостомысл (? — ок.860)
- Вадим Храбрый (Претендовал на должность)

## Правители Новгородского княжества
В этом списке представлены князья, которые самостоятельно управляли Новгородской землей и назначали посадников: от приглашения на княжение Рюрика до восстания 1136 года.
- 862—879 Рюрик
- 879—912 Вещий Олег
- 912—945 Игорь Рюрикович
- 945—969 Святослав Игоревич
- 969—977 Владимир Святославич
- 977—979 Ярополк Святославич
- 979—988 Владимир Святославич (повторно)
- 988—1010 Вышеслав Владимирович
- 1010—1034 Ярослав Владимирович Мудрый
- 1034—1052 Владимир Ярославич
- 1052—1054 Изяслав Ярославич
- 1055—1067 Мстислав Изяславич
- 1067 Глеб Святославич
- 1069—1073 Глеб Святославич (повторно)
- 1077—1078 Глеб Святославич (в третий раз)
- 1078—1088 Святополк Изяславич
- 1088—1094 Мстислав Владимирович Великий
- 1094—1095 Давыд Святославич
- 1095—1117 Мстислав Владимирович Великий (повторно)
- 1117—1132 Всеволод Мстиславич
- 1132 Святополк Мстиславич
- 1132—1136 Всеволод Мстиславич (повторно)

## Князья в Новгородской республике
Период существования Новгородской республики. После восстания 1136 года произошло укрепление власти местных бояр и веча, и теперь князь не мог ничего решать без согласия посадника.
- 1136—1138 Святослав Ольгович
- 1138—1138 Святополк Мстиславич
- 1138—1140 Ростислав Юрьевич
- 1140—1141 Святослав Ольгович (повторно)
- 1141—1141 Святослав Всеволодович
- 1141—1142 Ростислав Юрьевич (повторно)
- 1142—1148 Святополк Мстиславич (повторно)
- 1148—1154 Ярослав Изяславич
- 1154—1154 Ростислав Мстиславич
- 1154—1155 Давыд Ростиславич
- 1155—1158 Мстислав Юрьевич
- 1158—1160 Святослав Ростиславич
- 1160—1161 Мстислав Ростиславич
- 1161—1168 Святослав Ростиславич (повторно)
- 1168—1170 Роман Мстиславич
- 1170—1171 Рюрик Ростиславич
- 1171—1175 Юрий Андреевич
- 1175—1175 Святослав Мстиславич
- 1175—1176 Мстислав Ростиславич (повторно)
- 1176—1177 Ярослав Мстиславич Красный
- 1177—1178 Мстислав Ростиславич (в третий раз)
- 1178—1178 Ярополк Ростиславич
- 1178—1179 Роман Ростиславич
- 1179—1180 Мстислав Ростиславич Храбрый
- 1180—1181 Владимир Святославич
- 1182—1184 Ярослав Владимирович
- 1184—1187 Мстислав Давыдович
- 1187—1196 Ярослав Владимирович (повторно)
- 1197—1197 Ярополк Ярославич
- 1197—1199 Ярослав Владимирович (в третий раз)
- 1200—1205 Святослав Всеволодович
- 1205—1207 Константин Всеволодович
- 1207—1210 Святослав Всеволодович (повторно)
- 1210—1215 Мстислав Мстиславич Удатный
- 1215—1216 Ярослав Всеволодович
- 1216—1217 Мстислав Мстиславич Удатный (повторно)
- 1217—1218 Святослав Мстиславич
- 1218—1221 Всеволод Мстиславич
- 1221—1221 Всеволод Юрьевич
- 1221—1223 Ярослав Всеволодович (повторно)
- 1223—1224 Всеволод Юрьевич (повторно)
- 1224—1226 Михаил Всеволодович
- 1226—1228 Ярослав Всеволодович (в третий раз)
- 1228—1229 Фёдор Ярославич и Александр Ярославич Невский (совместно)
- 1229—1229 Михаил Всеволодович (повторно)
- 1229—1230 Ростислав Михайлович
- 1230—1236 Ярослав Всеволодович (в четвёртый раз)
- 1236—1240 Александр Ярославич Невский (повторно)
- 1241—1252 Александр Ярославич Невский (в третий раз)
- 1252—1255 Василий Александрович
- 1255—1255 Ярослав Ярославич
- 1255—1257 Василий Александрович (повторно)
- 1257—1259 Александр Ярославич Невский (в четвёртый раз)
- 1259—1263 Дмитрий Александрович
- 1264—1272 Ярослав Ярославич (повторно)
- 1272—1273 Дмитрий Александрович (повторно)
- 1273—1276 Василий Ярославич
- 1276—1281 Дмитрий Александрович (в третий раз)
- 1281—1285 Андрей Александрович
- 1285—1292 Дмитрий Александрович (в четвёртый раз)
- 1292—1304 Андрей Александрович (повторно)
- 1308—1314 Михаил Ярославич
- 1314—1315 Афанасий Данилович
- 1315—1316 Михаил Ярославич (повторно)
- 1318—1322 Афанасий Данилович (повторно)
- 1322—1325 Юрий Данилович
- 1325—1327 Александр Михайлович
- 1328—1337 Иван I Калита
- 1333—1335 (затем по 1348 — формально)  Наримунт (Глеб) Гедиминович
- 1346—1353 Симеон Иванович Гордый
- 1355—1359 Иван II Иванович Красный
- 1359—1363 Дмитрий Константинович
- 1363—1389 Дмитрий Иванович Донской
- 1389—1392 Лугвений Ольгердович
- 1392—1407 Константин Иванович Белозерский
- 1407—1408/1408—1412 Лугвений Ольгердович
- 1408—1414 Константин Дмитриевич
- 1414—1425 Василий I Дмитриевич
- 1425—1455 Василий II Васильевич Тёмный
- 1455—1456 Шуйский, Василий Васильевич Гребёнка
- 1456—1462 Василий II Васильевич Тёмный
- 1462—1470 Иван III Васильевич
- 1470—1471 Михаил Олелькович
- 1471—1471 Шуйский, Василий Васильевич Гребёнка
- 1471—1480 Иван III Васильевич (титул великого князя новгородского перешёл к его преемникам в составе Государева титула)

## князья Ладоги
- ок.753—? Буривой (предположительно)
- ?—ок.860 Гостомысл
- 862—864 Рюрик
  - (заменён[уточнить] на князя Новгородского)
- 879—? Олег Вещий